# Jane Philpott
Jane Philpott, née Little le 23 novembre 1960 à Toronto, est une femme politique canadienne.
Élue à la Chambre des communes pour la circonscription de Markham—Stouffville lors des élections fédérales de 2015 sous la bannière du Parti libéral du Canada, elle occupe plusieurs fonctions dans le cabinet du premier ministre Justin Trudeau de 2015 à 2019.

## Biographie

### Jeunesse et études
Philpott grandit à Winnipeg (Manitoba), Princeton (New Jersey) et Cambridge (Ontario). Elle est diplômée de l'Université Western Ontario, de l'Université de Toronto et de l'Université d'Ottawa.

### Engagement politique
Médecin de profession, elle est ministre de la Santé (2015-2017), ministre des Services aux Autochtones (2017-2019) puis présidente du Conseil du Trésor (2019) dans le 29e conseil des ministres. Elle a notamment présidé le groupe de travail chargé de légaliser le cannabis en 2016.
Elle démissionne de ses fonctions gouvernementales expliquant ne plus avoir confiance en Justin Trudeau, à la suite de pressions que celui-ci et son entourage auraient exercé contre la ministre de la Justice et procureure générale, Jody Wilson-Raybould, pour la forcer à intervenir en faveur d'un grand groupe impliqué dans des affaires de corruption. Les faits deviennent rapidement l'affaire SNC-Lavalin.
Après un court intérim de Carla Qualtrough, Joyce Murray succède à Philpott comme nouvelle présidente du Conseil du Trésor.  Le 2 avril 2019, Philpott et Wilson-Raybould sont exclues du caucus libéral au Parlement. Elles se représentent en tant qu'indépendantes lors des élections fédérales de 2019, mais seule Wilson-Raybould est réélue.